# 石家庄战役
石家庄战役是1947年(民国三十六年)第二次国共内战期间，中国人民解放军晋察冀军区部队对国民革命军坚固设防的河北省石門市（今石家庄市）进行的一次城市攻坚战。

## 背景
1947年6月，第二次国共内战形式发生重大变化。共产党领导的人民解放军兵分三路在中原地区实施战略反攻，使国军对陕北、山东的重点进攻计划遭到沉重打击。由于中原战局的连续恶化牵制了国军大批兵力，使得国军在西北战场上的形势陷入日趋不利的局面。
1947年下半年，解放军在晋察冀战场发动攻势，于10月下旬在清风店战役中消灭了国军第三军主力，俘虏了军长罗历戎，连同保北作战共计消灭国军1.7万余人。国军第三军主力被消灭后，石門市的国军更加孤立，晋察冀军区司令员兼政治委员聂荣臻等向中共中央提出乘胜攻打石門市的计划。

## 兵力部署

### 国军
石門市位于石德、平汉、正太三条铁路交会处，是华北地区战略要地。国军在原侵华日军构筑的工事基础上，经连年加修，至1947年已构成完备的环形防御体系。
- 从市郊到市中心，以宽8米、深6米的外沟和宽、深均5米的内市沟及市区主要建筑物为骨干设置了三道防御阵地，共有钢筋水泥碉堡6000多个。
- 内外市沟间的环形铁路有6辆铁甲车，并配有1个坦克连，伺机实施机动作战。
- 在市东北有制高点云盘山构筑工事配置兵力做依托，西北有军用飞机场便于空中支援。

1947年10月，驻守石门市的国军为第三军第32师及2个保安团和附近19个县的保安大队，处境孤立。11月初，保定绥靖公署将其独立团和驻保定的第3军炮兵营空运石門市，使石門市守军总兵力增至2.4万余人。

### 解放军
1947年10月22日，清风店战役结束的当天，晋察冀军区司令员兼政治委员聂荣臻等即向中共中央军委提出迅速集中野战军3个纵队和6个独立旅乘胜夺取石家庄的建议，10月23日中央军委、毛泽东批准并给出明确具体指示。10月24日，晋察冀野战军在安国县召开会议，研究和制定解放石家庄作战计划。27日人民解放军总司令朱德乘车离开西柏坡赴安国，27日下午检查了晋察冀军区炮兵旅各战斗分队的战斗准备情况。10月31日朱德全程出席晋察冀野战军旅以上干部会议，并与野战军司令员杨得志、政治委员罗瑞卿、第二政治委员杨成武等研究制定了作战计划，确定“以阵地战的进攻战术为主要方法”，采取稳打稳进的方针；以坑道作业接近碉堡，用炸药爆破，辅以炮击，各个摧毁守军工事；继以步兵突击，夺取守军各道阵地。其部署是：
- 第3、第4纵队分别由西南和东北方向担任主攻；冀晋军区、冀中军区独8旅、独7旅分别由西北、南部和东南方向助攻。晋察冀军区炮兵旅配属攻城集团参战。从华东野战军调来一个榴炮营参战。
- 第2纵队、冀中军区独立第9旅及第3、第9军分区共5个旅配置于定县、新乐间，构筑防御阵地依托唐河、大沙河、滹沱河三道河流防线坚决阻击，大量杀伤，消耗和疲惫保定方向的援敌。攻城的第三、第四纵队将北上参与围歼援敌然后再会师攻城。不管援敌来与不来，务必攻克石门。
- 为尽早发现并迟滞援敌，第2纵队派遣1个步兵营，第2、3、4纵队各一个骑兵连，组成“前进支队”，在保定以南陉阳驿、大白团运动阻击战，节节抗击援敌。
- 察哈尔军区独立第4旅、第5军分区、第7军分区出击北平至保定铁路沿线，配合主力作战。

参战部队约10万人。晋察冀边区政府召集民兵、民工近10万人，担架1万多副，大车4000余辆支援作战。为了从心理上瓦解国军，解放军方面将清风店战役中俘虏的近千名国军官兵经教育后释放回石門市。

## 作战过程
1947年11月5日夜，解放军展开攻势，突然南渡滹沱河，包围石門市外围各据点，6日拂晓全线发起攻击，开始摧毁国军在石門市外围的守备据点的行动。
7日晨，冀晋军区独立第1、第2旅分向石門市东北、西北两面出击，歼灭国军1个营，占领大郭村飞机场。
8日晨，第4纵队连续突击，攻克云盘山，至此全部扫清了外市沟以外守军据点。同时，野战军炮兵击中发电厂，断绝了市区及内、外市沟电网的电源。解放军各路部队在火力掩护下进行近迫作业，构筑交通壕，直插外市沟前沿。
8日下午，解放军炮兵部队实施火力急袭，攻城的解放军以坑道爆破和强行突破的方法，向守军外市沟防御阵地发起攻击。第3纵队第7旅首先从西兵营突破，攻克西焦、城角村和农业试验所，消灭守军一部，击毁铁甲车1列；第3纵队第8旅突破外市沟阵地后，攻占振头镇、西里村；第4纵队第10旅由云盘山以西突破，攻占义堂村、花园村及八里庄，消灭保定“绥靖”公署独立团主力；第4纵队第12旅在北宋附近突破，攻占范谈村；冀中军区独立第7、第8旅攻占东三教、槐底村；冀晋军区独立第1、第2旅包围北焦等据点。
9日晨，国军在石門市的内、外市沟之间守备阵地，除北焦、苑村、元村、彭村等据点外，全部被解放军攻克。攻城的解放军部队随即以一部兵力继续围困、监视上述据点，主力则向内市沟守军阵地推进。
10日16时，解放军攻城部队在强大炮火配合下，向内市沟防御阵地发起攻击。第8旅率先爆破成功，从西面突破，经反复争夺，攻占西南兵营、东里村，歼灭国军第96团主力。解放军第10旅从东面突破后，国军第94团在坦克掩护下连续向解放军实施7次反扑，解放军在击退反击国军后迅速向铁路以东市区发展。同日，解放军冀中、冀晋军区部队消灭守备元村、彭村、北焦的国军。
10日-11日，担任第二梯队的第4纵队第11旅、第3纵队第9旅相继加入战斗，突入石門市市区，经过激烈巷战，国军大部被消灭，残余守军被压缩于火车站、大石桥和正太饭店一带核心阵地内。
12日晨，晋察冀野战军调整部署后继续进攻，解放军第11旅炸毁阻击的铁甲列车后，使用缴获的国军坦克、火炮掩护攻城部队向国军核心阵地发起冲击，攻占火车站和正太饭店。接着，解放军第3纵队主力从西面和南面，第4纵队从东面和北面，冀晋军区部队从西北面，向守军指挥中心大石桥发起攻击，激战至中午残余的国军被全数歼灭，俘国军第3军第32师师长兼石家庄警备司令刘英，随后解放军冀中军区部队乘胜攻克石家庄外围孤立据点元氏县城，石門市被解放军占领。

## 结果
此役解放军共消灭国军24280人，其中俘虏21130人，毙伤3150人，缴获坦克9辆、火炮100余门、枪1万余支、铁甲列车5列、机车90台、汽车280辆及大批弹药、物资，拔除了国军在华北的一个战略要点，使晋察冀和晋冀鲁豫两大解放区连成了一片。石家庄战役是人民解放军第一次对国军据守的重要城市实施的大规模城市攻坚战，为日后解放军进行城市攻坚战提供了宝贵经验。